# (25058) Shanegould
(25058) Shanegould est un astéroïde de la ceinture principale.

## Description
(25058) Shanegould est un astéroïde de la ceinture principale. Il fut découvert le 25 août 1998 à Reedy Creek par John Broughton. Il présente une orbite caractérisée par un demi-grand axe de 2,60 UA, une excentricité de 0,08 et une inclinaison de 4,5° par rapport à l'écliptique.

## Compléments